# 入口角
入口角（英語：Entrance Point），是南極洲的海岬，位於南設得蘭群島的欺骗岛，處於福斯特港入口處，由英國的海軍本部命名，現時由南極條約體系管理。